# سوروچینسک
شهر سوروچینسک (به روسی: Сорочинск) در کشور روسیه و در اوبلاست ارنبورگ واقع شده‌است.